# Daboadin
Daboadin, également orthographié Déboadin, est une commune rurale située dans le département de Diabo de la province du Gourma dans la région de l'Est au Burkina Faso.

## Géographie
Daboadin est situé à 8 km au Sud-Ouest de Diabo, le chef-lieu du département, et à 2 km à l'Est de Zonatenga.

## Santé et éducation
Le centre de soins le plus proche de Daboadin est le centre de santé et de promotion sociale (CSPS) de Zonatenga.